# Oum Ali (dessert)
Pour les articles homonymes, voir Oum Ali, Oum et Ali.

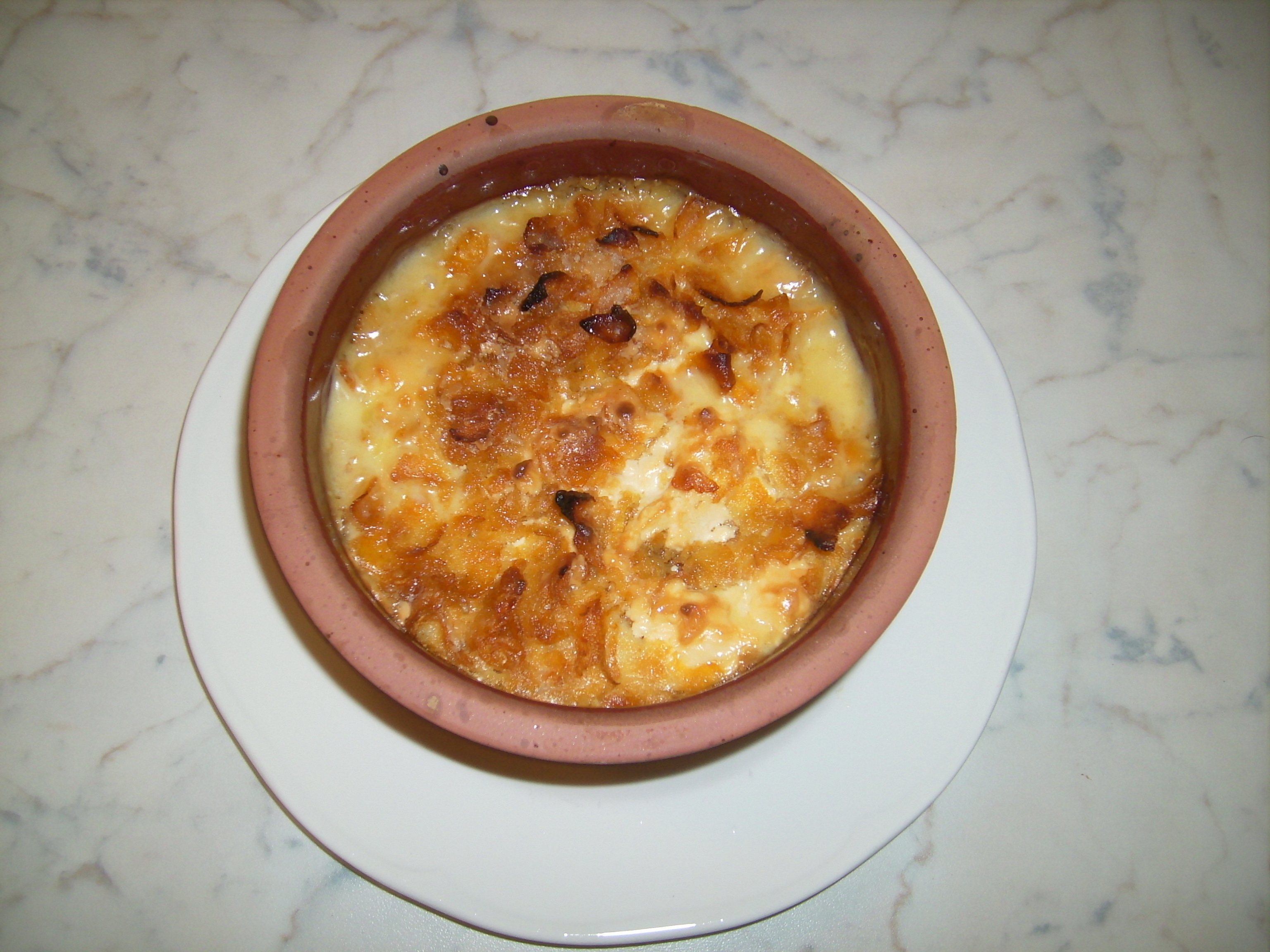
Oum Ali

Oum Ali, Om Ali, Omali, Umm Ali, ou Oumm Ali (Arabe égyptien: ام على), qui signifie "mère d'Ali" est un dessert égyptien. Il y a de nombreuses variantes différentes de composition,.

## Recette
En général, la pâtisserie (pain, pâtisserie ou pâte feuilletée) est divisé en morceaux et mélangés avec des pistaches, des flocons de noix de coco, des raisins secs et beaucoup de sucre. Le lait, parfois avec de la crème, est versée sur le mélange, qui est ensuite saupoudré de cannelle. Enfin, le mélange est cuit dans le four jusqu'à ce que la surface soit bien dorée.
Il peut être mangé chaud ou froid.
Une variante irakienne est connue comme khumaiaa.